# باکونی‌اوسلوپ
باکونی‌اوسلوپ (به مجاری: Bakonyoszlop) یک شهرداری در مجارستان است که در ناحیه زیرتس واقع شده‌است. باکونی‌اوسلوپ ۱۴٫۲ کیلومتر مربع مساحت و ۵۴۵ نفر جمعیت دارد.